# Monom
Monom (z řec. monos, jeden) čili jednočlen je v algebře polynom s jediným členem (resp. s jediným nenulovým koeficientem). Matematické výrazy sestavené z čísel, proměnných pomocí násobení jsou definovány jako jednočleny, např. {\displaystyle -2a^{2}x^{5}} nebo {\displaystyle abc}.

## Definice
Jednočlen je matematický výraz, který se dá napsat jako:
- číslo (vyskytuje-li se v jednočlenu, je označován jako koeficient - může být každé číslo
- proměnná
- součin čísel a proměnných

### Zápis jednočlenu
- koeficient bez proměnné - např. {\displaystyle 3;{\sqrt {7}};{\tfrac {3}{4}}}
- je-li koeficient roven 1; nezapisuje se - např. {\displaystyle -1ab^{2}=-ab^{2}}
- součiny stejných proměnných zapisujeme jako mocniny, operátor násobení se vynechává - např. {\displaystyle 2.a.a.a.b.b=2a^{3}b^{2}}
- stupeň jednočlenu vyjadřuje nejvyšší mocnitel (je-li jednočlen číslo - neobsahuje proměnné, považuje se jeho stupeň za rovný nule, např. 5, -7, 21 jsou jednočleny nultého stupně).

Vyskytují se jednočleny dvou a více proměnných. Funkce vyjádřená monomem je mocninná funkce.

### Základní tvar jednočlenu
V některých případech je zápis jednočlenu nejednoznačný. Vhodnou matematickou úpravou lze upravit. Např.: {\displaystyle -{\frac {2d}{\sqrt {5}}}=-{\frac {2}{\sqrt {5}}}d}; koeficient ={\displaystyle -{\frac {2}{\sqrt {5}}}} a proměnná {\displaystyle d}.

## Geometrický význam jednočlenu

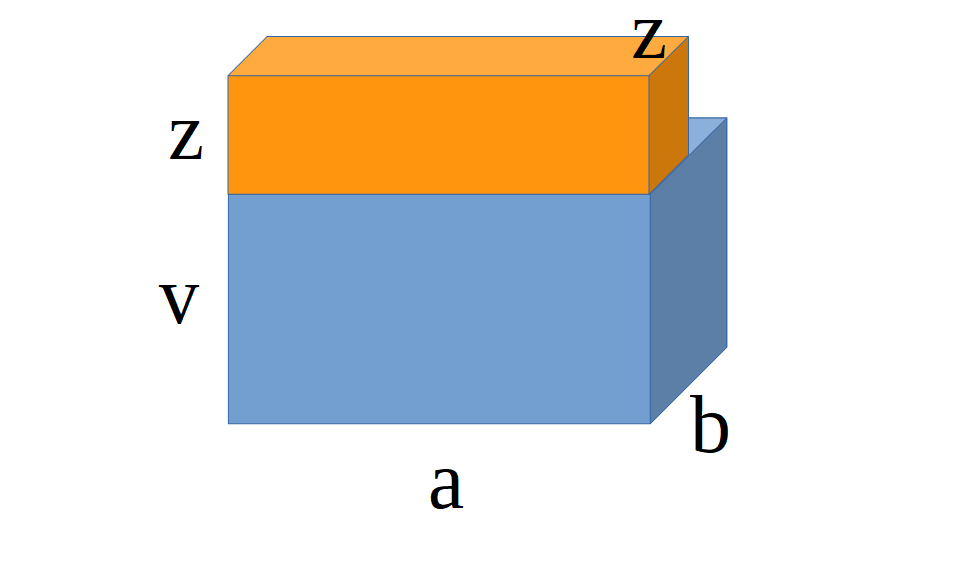
Jednočlenu geometricky

Jednočlen lze použít k vyjádření geometrických hodnot, podle obrázku:
Např. obsah modré podstavy: {\displaystyle ab}, objem modrého hranolu: {\displaystyle abv}, objem oranžového hranolu: {\displaystyle az^{2}}
Povrch modrého hranolu: {\displaystyle 2ab+2av+2bv}, tento matematický výraz není jednočlen, skládá se ze tří jednočlenů - je trojčlen.